# Марія I Тюдор
Марія I Тюдор або Марія I Кривава (18 лютого 1516 — 17 листопада 1558) — королева Англії і одночасно королева Ірландії (1553–1558), дочка Генріха VIII; фанатична католичка, за знищення понад 300 високопоставлених представників протестантської церкви отримала прізвисько «Кривава Мері».

## Біографія

### Дитинство
Марія Тюдор була першою дитиною Генріха VIII і Катерини Арагонської, яка вижила: після кількох викиднів і дітей, які помирали за кілька днів після пологів, Марію вважали просто дивом. Її охрестили в монастирській церкві біля палацу Гринвіч через три дні і нарекли на честь сестри Генріха, Марії, Рози Тюдорів.
Перші два роки Марію перевозили з одного палацу в інший через епідемію англійської пітниці, якої остерігався король, перебираючись усе далі від столиці. Почет принцеси в ці роки складався з леді-наставниці, чотирьох няньок, пралі, капелана, постільничого і штату придворних. Усі вони одягалися в кольори Марії — блакитний та зелений. До осені 1518 року епідемія відступила і двір повернувся в столицю та до звичного життя.
Тоді ж у Франції на престол вступив Франциск I, якому не терпілося показати свою силу й могутність: він бачив це у війні або у дружньому союзі з Генріхом, через шлюб Марії із французьким дофіном. Переговори щодо майбутнього шлюбу завершилися до осені 1518 року: Марія повинна була стати дружиною дофіна, коли йому виповниться 14 років. Серед умов було й таке: якщо у Генріха не з'явиться спадкоємця чоловічої статі, корону успадковує Марія. Проте в таку можливість Генріх не вірив, адже сподівався на народження сина; до того ж, видавалось неможливим, що країною керуватиме жінка. Проте королева народила доньку, яка прожила лише кілька тижнів і Марія залишилася єдиною претенденткою на англійський престол.
Дитинство Марії проходило в оточенні великої свити, що відповідала її становищу. Однак батьків вона бачила досить рідко. Її становище злегка похитнулося, коли коханка короля Єлизавета Блаунт народила хлопчика (1519).
План виховання принцеси був складений іспанським гуманістом Вівесом. Принцеса мала навчитися правильно говорити, вивчити граматику і читати грецькою та латиною. Величезне значення приділялося вивченню творчості християнських поетів, а для розваги їй рекомендували читати розповіді про жінок, що пожертвували собою. У вільний час вона займалася їздою верхи й соколиним полюванням. Однак у її освіті був один прокол: Марію зовсім не готували до керування країною.
У червні 1522 року до двору Генріха прибув імператор Священної Римської імперії Карл V, на його честь були влаштовані багаті свята. До цієї зустрічі готувалися кілька місяців: у час зустрічі підписано договір про заручини між Марією та Карлом (заручини із французьким дофіном були розірвані). Наречений був старшим від нареченої на 16 років, а Марії на той час було лише 6 років. 
У 1525 році, коли стало зрозуміло, що Катерина не зможе народити спадкоємця, Генріх замислився про те, хто стане наступним королем чи королевою. Хоч його незаконно народженому синові були даровані титули раніше, Марія одержала титул принцеси Уельської, який завжди носив майбутній спадкоємець англійського престолу: їй необхідно було здійснювати керування своїми новими володіннями на місці.
Уельс не був тоді частиною Англії, а лише залежною територією — і валлійці вважали англійців завойовниками й ненавиділи їх. Принцеса виїхала у свої нові володіння наприкінці літа 1525 року з величезною свитою — на неї покладено обов'язки творити правосуддя й виконувати церемоніальні функції.

### Юність
У 1527 році Генріх ставився до Карла прохолодніше. Заручини між ним і Марією були розірвані незадовго до від'їзду Марії в Уельс. Тепер його цікавив союз із Францією. Марію можна було запропонувати в дружини самому Франциску I чи одному з його синів. Її повернули до Лондону. Марія вже була достатньо дорослою, щоб відвідувати бали.
Але цей рік обіцяв Марії не тільки свята. Улітку 1527 року Генріх вирішив анулювати шлюб з Катериною Арагонською. Марія при цьому ставала незаконною донькою короля і втрачала свої права на корону.
Наступні кілька років Марія була засобом Генріха тиснути на королеву. Катерина не визнавала недійсності шлюбу, а Генріх, погрожуючи їй, не дозволяв бачитися з донькою.
Після самовільного розлучення Генріха з Катериною Арагонською життя Марії не покращилось. Батько одружився з Анною Болейн, а Марію відправив в услужіння до своєї нової дружини.
Ера Анни була недовгою, і третьою дружиною короля стала тиха і спокійна Джейн Сеймур. Вона народила сина і спадкоємця короля, але незабаром померла.
Тепер король змінював дружин дуже швидко. Після Джейн була Анна Клевська, потім Катерина Говард, а останньою — Катерина Парр. Життя Марії тепер залежало від того, які стосунки складалися у неї з новими дружинами короля.
Після смерті Генріха Марія все ще не була одружена. Їй виповнився 31 рік. Вона була другою претенденткою на престол після Едуарда — сина Генріха та Джейн Сеймур. Едуарду було 9, коли він став королем. Він був слабким і хворобливим хлопчиком. Регентами при ньому стали герцог Сомерсет та Вільям Педжет. Вони побоювалися, що у випадку, якщо Марія одружиться, то за допомогою чоловіка спробує захопити престол. Її намагалися тримати подалі від двору і усіляко налаштовували проти молодшої сестри Єлизавети — доньки Генріха та Анни Болейн.

### На королівському троні
У 1553 році Едуард помер. Після нього королевою на кілька днів стає Леді Джейн Грей. Проте народ підняв бунт. Джейн скинули, а королевою стала Марія. Їй було 37 років.
Після правління Генріха VIII, що оголосив себе главою Церкви, у країні було зруйновано більше половини церков і монастирів. При Едуардові його наближені розкрадали казну. Марія отримала бідну країну.
Вона знову наблизила до себе тих людей, які ще нещодавно були проти неї. Вона знала, що з їх допомогою буде правити країною. Марія почала відновлювати в країні католицьку віру, реконструювати монастирі і страчувати протестантів (за що отримала прізвисько Кривава Мері).

### Одруження
Улітку 1554 року Марія пошлюбила Філіпа, сина Карла V, на 11 років молодшого за неї. За шлюбним договором Філіп не мав права втручатися у керування державою, а діти, народжені у цьому шлюбі, ставали спадкоємцями англійського трону. А у разі передчасної смерті королеви Філіпп мав повернутися назад в Іспанію.
У вересні лікарі виявили у Марії ознаки вагітності. Пологів очікували наприкінці квітня, але настало літо, а дитина не з'явилася. Можливо, у королеви була помилкова вагітність, також імовірно, що вона пережила викидень й вирішила це приховувати, продовжуючи вдавати вагітність. Марія була змушена визнати зрештою, що дитини не буде. За деякий час Філіп вирішив залишити Англію. Він повертався до дружини лише раз, увесь інший час проводив в Європі.

### Смерть
Здоров'я Марії Тюдор за життя ніколи не було міцним, а в 1558 році зовсім погіршилося: королева захворіла і 17 листопада померла ймовірно від раку матки, хоча не виключають і смерть від грипу, епідемія якого у той час вирувала в країні. Похована у Вестмінстерському абатстві. Після Марії почалася ера Єлизавети I.

## Пам'ять про Марію І
Королеві Марії І Тюдор не поставили жодного пам'ятника на батьківщині. Нині її ім'я асоціюється із кривавими розправами. День її смерті (і одночасно день сходження на престол Єлизавети I) відзначали в країні як національне свято.